# 라벤나도
라벤나도(이탈리아어: Provincia di Ravenna)은 이탈리아 에밀리아로마냐주의 도이다. 도청 소재지는 라벤나이다. 면적은 1,858 km2, 인구는 383,945(2008)이다.